# 南アラビア遠征 (1546年)
オスマン帝国の南アラビア遠征（1546年）は、16世紀のインド洋で行われたオスマン・ポルトガル戦争の一部。ピーリー・レイースに率いられたオスマン帝国海軍の小艦隊がアラビア半島の南部・東部で勢力拡大を行った。

## 作戦行動
1538年、オスマン帝国の支援を受けたグジャラートのスルタンは、グジャラート半島（カーティヤーワール半島）の先にあるポルトガルの要塞ディーウを攻撃したが占領できなかった（ディーウ攻囲戦 (1538年)）。当時、オスマン艦隊を指揮していたハドゥム・スレイマン・パシャは、インドからの帰路、要衝アデンの防備を強化した。
1546年8月、オスマン帝国のピーリー・レイースの指揮で、紅海艦隊に所属するガレー船4隻がアデンから出撃した。
艦隊は最初にアデンの約600キロ東にあるシフルに寄港した。この都市は1538年の遠征中にハドゥム・スレイマン・パシャによって占領され、オスマン帝国の支配下にあった。
ここでオスマン艦隊はカスィーリー（Kathiri）のスルタン、バドル・ブ・トゥヴァイリック（Badr Bu Tuvayrik）の軍と連携して前進を続けた。そして、ポルトガルと近しいマフラ族のスルタンが支配していたキシュン（Kişn、シフルから250キロ東に位置する）を共同で攻撃・占領した。
キシュンの征服後、現在のオマーンのドファールにあたる地域に上陸したオスマン軍は、ここに砦を築いた。
アラビア半島の東端を回った艦隊はそこでカルハットを攻撃した。さらに前進を続け、ペルシア湾の入り口に位置し、ポルトガルの最重要拠点の1つであるマスカットに達した。ポルトガルの不意を突いたオスマン軍は都市を攻撃し、港を焼き払った。さらに、ポルトガル商船も拿捕した。作戦を終えた艦隊は、秋にアデンに帰還した。

## その後
オスマン帝国は、ポルトガルがディウの防衛のためにすべての戦力をインド洋に集中させたときに、同時に2つの側面から行動を起こした。1538年、アラビア半島南部のアデン艦隊が創設されるとともに、バスラがオスマン帝国の支配下に入ったことでペルシア湾への拠点も得た。ポルトガル勢力は一時後退させられた。
また、イエメンに赴任したウヴェイス・パシャは1546年にタイズを占領して、ティハーマ地方にオスマン帝国の支配権を再確立した。
これらの動きが最終的にはポルトガル勢力をペルシア湾から排除することを目指す、1552年のピーリー・レイース率いるオスマン艦隊の遠征を導いた。